# سایتو ۲۶۱۵
سیارک ۲۶۱۵ (به انگلیسی: 2615 Saito، نامگذاری:1951RJ) دو هزار و ششصد و پانزدهمین سیارک کشف شده‌است که در ۴ سپتامبر ۱۹۵۱ و در هایدلبرگ کشف شد.
قدر مطلق سیارک برابر ۱۲٫۲۰ است.